# Port-Vendres
Port-Vendres is een gemeente in het Franse kanton La Côte Vermeille dat behoort tot het departement Pyrénées-Orientales (regio Occitanie). De plaats maakt deel uit van het arrondissement Céret. Port-Vendres telde op 1 januari 2022 3.976 inwoners.

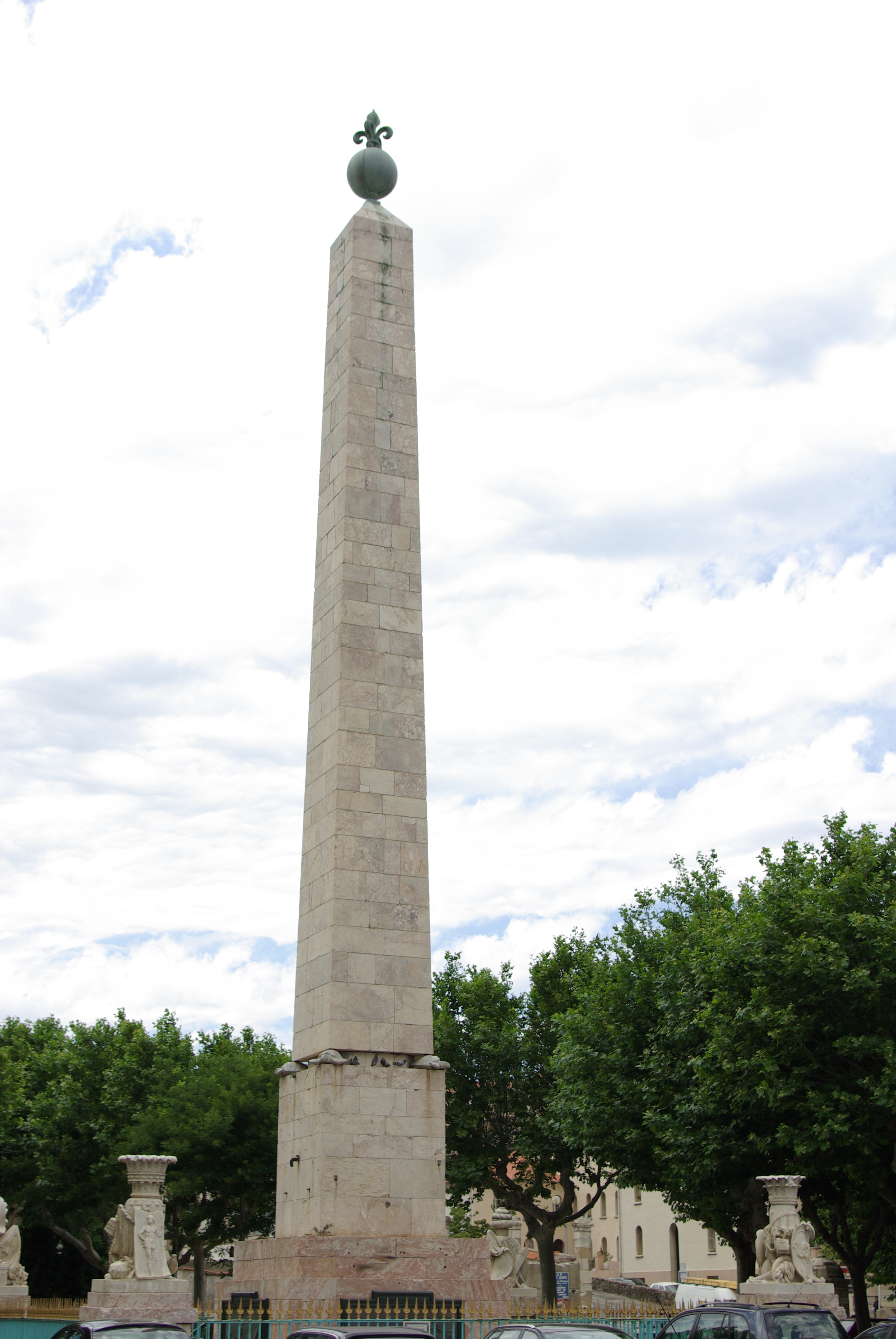
Obelisk van Port-Vendres.

## Geografie
De oppervlakte van Port-Vendres bedroeg op 1 januari 2022 14,77 vierkante kilometer; de bevolkingsdichtheid was toen 269,2 inwoners per km².

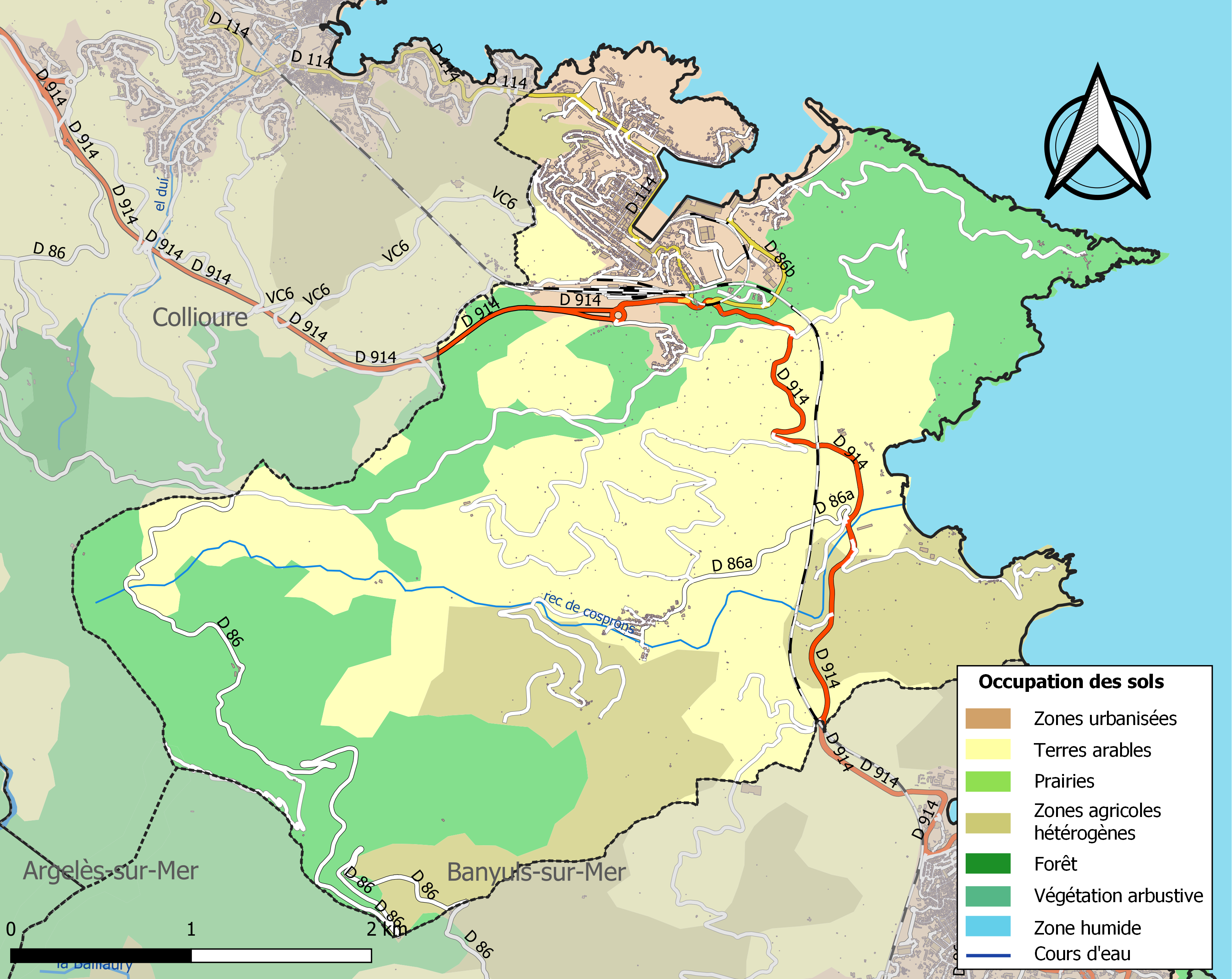
Kaart van de gemeente met de belangrijkste infrastructuur, bodemgebruik en omliggende gemeenten

## Verkeer en vervoer
In de gemeente ligt spoorwegstation Port-Vendres.

## Demografie
Onderstaande figuur toont het verloop van het inwonertal (bron: INSEE-tellingen).